# لورنس العرب (فلم)
لورنس العرب (بالإنجليزية: Lawrence of Arabia) هو فيلم دراما تاريخي ملحمي بريطاني صدر سنة 1962 يستند إلى قصة حياة توماس إدوارد لورنس وكتابه «أعمدة الحكمة السبعة» الصادر عام 1926. الفيلم من إخراج ديفيد لين وإنتاج سام شبيغل من خلال شركته البريطانية هورايزون بيكتشرز وتوزيع كولومبيا بيكتشرز. الفيلم من بطولة بيتر أوتول في دور لورنس مع أليك غينيس الذي يلعب دور الأمير فيصل. الفيلم أيضًا من بطولة جاك هاوكينز، أنتوني كوين، عمر الشريف، أنتوني كويل، كلود راينس وآرثر كينيدي. كتب السيناريو روبرت بولت ومايكل ويلسون.
يصور الفيلم تجارب لورنس في ولايتي الحجاز وسوريا الكبرى العثمانية خلال الحرب العالمية الأولى، ولا سيما هجومه على العقبة ودمشق وانخراطه في المجلس الوطني العربي. تشمل موضوعاته صراعات لورنس العاطفية مع العنف المتأصل في الحرب، وهويته وولائه المنقسم بين موطنه بريطانيا بجيشها، ورفاقه الجدد داخل قبائل الصحراء العربية.
تم ترشيح الفيلم لعشر جوائز أوسكار في حفل توزيع جوائز الأوسكار الخامس والثلاثون عام 1963، وفاز بسبع جوائز منها أفضل فيلم وأفضل مخرج. كما فاز بجائزة غولدن غلوب لأفضل فيلم - دراما وفي جائزة البافتا فاز بجائزة البافتا لأفضل فيلم وجائزة البافتا للفيلم البريطاني المتميز. كما حازت الموسيقى التصويرية لموريس جار والتصوير السينمائي سوبر بانافيجن 70 لفريدي يونغ على إشادة النقاد.
يُنظر إلى لورنس العرب على نطاق واسع على أنه أحد أعظم الأفلام التي تم إنتاجها على الإطلاق. في عام 1991، اعتبرته مكتبة الكونغرس بالولايات المتحدة «ذو أهمية ثقافية أو تاريخية أو جمالية» وتم اختيارها للحفظ في السجل الوطني للأفلام. في عام 1998، منحه معهد الفيلم الأمريكي المرتبة الخامسة في قائمة 100 عام ... 100 فيلم التي تضم أعظم الأفلام الأمريكية واحتل المرتبة السابعة في قائمتها المحدثة لعام 2007. في عام 1999، أطلق معهد الفيلم البريطاني على الفيلم لقب ثالث أعظم فيلم بريطاني. في عام 2004، تم التصويت عليه كأفضل فيلم بريطاني في استطلاع صحيفة ذا صنداي تلغراف لصانعي الأفلام البريطانيين البارزين.

## القصة
في عام 1935، توفي توماس إدوارد لورنس في حادث دراجة نارية. أقيمت له صلاة الجنازة في كاتدرائية القديس بولس.
خلال الحرب العالمية الأولى، كان لورنس ملازمًا في الجيش البريطاني، معروفًا بتكبره وتعليمه. على الرغم من اعتراض الجنرال موراي، يُرسله السيد درايدن من المكتب العربي لتقييم فرص الأمير فيصل في ثورته ضد الأتراك. خلال الرحلة، يتم قتل دليله البدوي، طفس، على يد شريف علي ابن الخريش بسبب شربه من بئره بدون إذن. في وقت لاحق، يلتقي لورنس بالكولونيل برايتون، الذي يأمره بالصمت وتقديم تقييمه والمغادرة. يتجاهل لورنس أوامر برايتون عندما يلتقي بفيصل، وتثير صراحته اهتمام الأمير.
ينصح برايتون فيصل بالانسحاب بعد هزيمة كبيرة، لكن لورنس يخطط لهجوم مفاجئ على العقبة، والتي إذا تم الاستيلاء عليها ستوفر ميناء يمكن من خلاله للبريطانيين تفريغ الإمدادات الضرورية. يقنع فيصل بتقديم خمسين رجلًا، يقودهم شريف علي المتشائم. يلتصق المراهقين داود وفراج بلورنس كخدم. بصعوبة، يعبرون صحراء النفود ويسافرون بدون راحة في المرحلة الأخيرة للوصول إلى الماء. يموت العربي جاسم من التعب ويسقط عن جمله دون أن يلاحظه لورنس خلال الليل. عندما يكتشف لورنس غياب جاسم، يعود وينقذه. يقبل الرجال لورنس كواحد منهم.
يقنع لورنس عودة أبو تايه القائد الحويطي المحلي بالتحالف ضد الأتراك. تتعقد مخططات لورنس تقريبًا عندما يقتل أحد رجال علي أحد رجال أبو تايه بسبب ثأر. نظرًا لأن الانتقام من الحويطيين سيفشل الاتحاد، يعلن لورنس أنه سيقوم بإعدام القاتل بنفسه. يصدم لورنس عند اكتشافه أن المذنب هو جاسم، ولكنه يطلق النار عليه على أي حال.
في الصباح التالي، يهاجم العرب الحصن التركي. يذهب لورنس إلى القاهرة مع داود وفراج لإبلاغ درايدن والقائد الجديد، الجنرال ألنبي، بانتصاره. أثناء عبور صحراء سيناء، يموت داود بسبب الغرق في الرمال السريعة. على الرغم من عدم تصديق تقرير لورنس بسيطرته على العقبة في البداية، يتم ترقيته إلى رتبة ماجور ويتم تزويده بالأسلحة والمال للعرب. يسأل لورنس ألنبي عما إذا كانت هناك أي أساس للاشتباهات العربية بأن البريطانيين لديهم تصميمات على الجزيرة العربية. يقول ألنبي إنه لا يوجد أساس لهذا الشك.
يشن لورنس حرب عصابات عن طريق تفجير السكك الحديدية العثمانية بين دمشق والمدينة ومضايقة الأتراك. ينشر المراسل الحربي الأمريكي، جاكسون بنتلي، إنجازات لورنس ويجعله مشهورًا. في واحدة من الغارات، يصاب فراج بجروح خطيرة. غير راغب في ترك فراج ليتعذب على يد العدو، يقتل لورنس فراج ويفر هاربًا.
فحص لورنس مدينة درعا المحتلة برفقة علي، يتم احتجازه، جنبًا إلى جنب مع العديد من السكان العرب، من قبل البك التركي. يتم تجريده لورنس من ملابسه ومعاينته وطعنه. بسبب اعتداء لورنس على البك، يتم جلده ورميه في الشارع، ويأتي علي لمساعدته. تترك تلك التجربة لورنس هائر الأعصاب. يعود إلى القيادة البريطانية في القاهرة ولكنه لا يتأقلم.
في القدس، يحثه الجنرال ألنبي على دعم «الهجوم الكبير على دمشق». يعود لورنس بالكاد للقيام بذلك.
يجند جيشًا تدفعه الرغبة في المال أكثر من القضية العربية. يرصدون عمودًا من الجنود الأتراك المتراجعين، الذين قاموا للتو بذبح سكان طفس. أحد رجال لورنس من طفس يطالب بعدم أسر الأسرى! عندما يتردد لورنس، يهاجم الرجل بمفرده ويقتل. يتبنى لورنس صيحة الرجل الميت؛ النتيجة هي مجزرة يشارك فيها لورنس، على الرغم من اعتراضات علي.
يستولي رجال لورنس على دمشق قبل قوات ألنبي. ينشئ العرب مجلسًا لإدارة المدينة، لكن البريطانيين يحجبون الوصول إلى الخدمات العامة، مما يترك القبائل الصحراوية تتناقش حول كيفية الحفاظ على الاحتلال. على الرغم من جهود لورنس، يشجبون باستمرار، ويتخلون قريبًا عن معظم المدينة للبريطانيين.
يتم ترقية لورنس إلى رتبة كولونيل ويُأمَر بالعودة إلى بريطانيا، حيث ينتهي فائدته لكلٍ من فيصل والبريطانيين. وفيما يغادر المدينة، ينظر بحنين إلى العرب المغادرين قبل أن يتجاوزه سائق دراجة نارية، يترك وراءه سحابة من الغبار.

## طاقم التمثيل
- بيتر أوتول بدور لورنس العرب
- أليك غينيس بدور الأمير فيصل
- أنتوني كوين بدور عودة أبو تايه
- عمر الشريف بدور الشريف علي
- جاك هوكينز بدور الجنرال اللنبي
- خوسيه فيرير بدور البك التركي

## التصوير
فقد تم اختيار الطبيق من قبل مخرج فيلم لورنس جزيرة العرب (Lawrence of Arabia) لأخذ اللقطات الأولى لفلمه وأن هذه المشاهد جعلت الفيلم يحصل على جائزة أوسكار للتصوير!!. يقول المرجع ان مخرج الفيلم (David Lean )جال في الأردن ومر بوادي رم وأعجبه لكن الطبيق سلبت خياله واختارها معللا ذلك بوحشتها وبعدها عن البشر…وقد كلفه هذا صرف المزيد من المال لنقل الاجهزة والبشر بالطائرة وتم تصوير بعض اللقطات بالالوان عام 1962 وكانت تبع الأردن حينذاك. ويبدو لي تفضيله للطبيق على حسمى ووادي رم هو سعة الافق (Landscape) وهذا يناسب الشاشة السينمائية العريضة. العجيب ان شروق الشمس على رمال الطعس هي التي فتنت هذا المخرج ثم انتقل التصوير إلى الصحراء الأردنية بمنطقة وادي رم ثم انتقل التصوير إلى قصر آيت بن حدو، قرب ورزازات بالمغرب ثم إسبانيا. ألف الموسيقى التصويرية موريس جار وقام بأعمال المونتاج آن كوتس. كتب السيناريو والحوار دافيد بولت ومايكل ويلسون استنادا على كتاب توماس إدوارد لورنس أعمدة الحكمة السبعة التي تروي أحداث الثورة العربية الكبرى بقيادة الشريف حسين وأحداث الحرب العالمية الأولى بالمنطقة، واستغلال الاستخبارات البريطانية لأحداث المنطقة لمصلحتها عبر لورنس.
وقد تم ترشيح عمر الشريف في هذا الفيلم لجائزة أوسكار أحسن ممثل مساعد، وقد قام الفنان المصري جميل راتب بدور ماجد في هذا الفيلم.

## معلومات
- مدته: 3 ساعات و48 دقيقة.

يحكي الفيلم قصة الملازم الإنجليزي لورنس الذي يكلف بمهمة من قبل السلطات البريطانية بمعاونة العرب بقيادة الشريف الحسين بن علي وابنه الملك فيصل (الأمير فيصل آنذاك) في حربهم لتحرير جزيرة العرب من حكم الدولة العثمانية ويلقي الفيلم لمحة على حال العرب في تلك الفترة والتي كانت مشبعة بروح القبلية والتفرق.
و قد فاز الفيلم بالعديد من الجوائز ونال استحسان المشاهدين منذ بدء عرضه وحتى الآن، واعتبر في رأي الكثير من جمهور السينما وحتى المتخصصين بأنه الفيلم الأعظم في تاريخ السينما الأمريكية على رأسهم المخرج الأمريكي مارتين سكورسيزي الذي اعتبره ملهما له في كثير من أعماله.
في عام 1998 أعلن معهد الفيلم الأمريكي قائمته لأفضل مئة فيلم أمريكي في القرن العشرين، وحل فيلم لورنس العرب في المركز الخامس خلف أفلام المواطن كين، وكازابلانكا، والعراب، وذهب مع الريح.

## وصلات خارجية
- مقالات تستعمل روابط فنية بلا صلة مع ويكي بيانات